# 陶師経
『陶師経』（とうしきょう、巴: Ghaṭikāra-sutta, ガティカーラ・スッタ）とは、パーリ仏典経蔵中部に収録されている第81経。『鞞婆陵耆経』（びばりょうぎきょう）、『ガティカーラ陶工経』（ガティカーラとうこうきょう）とも。
類似の伝統漢訳経典としては、『中阿含経』（大正蔵26）の第209経「鞞婆陵耆経」がある。
釈迦が、比丘たちに、かつて存在したヴェーバリンガ（鞞婆陵耆）という町に住んでいたガティーカーラという陶工について説いていく。

## 構成

### 登場人物
- 釈迦
- アーナンダ

### 場面設定
ある時、釈迦はコーサラ国を比丘たちと共に遊行していた。
釈迦は、ある場所で立ち止って微笑む。理由をアーナンダが尋ねると、ここはかつてヴェーバリンガという町で、過去仏であるカッサパ仏が説教していたことを打ち明ける。
アーナンダが座ることを促し、釈迦は座って比丘たちに話を始める。
- かつてガティーカーラという陶工がいて、カッサパ仏の一番の奉仕者だったこと
- 彼にはジョーティパーラという婆羅門の親友がいて、彼にカッサパ仏を紹介して出家に導いたこと
- カッサパ仏がバーラーナシーでカーシー国のキキー王に歓待された際に、ガティーカーラがいかに素晴らしい奉仕者であったかを述べたこと
- ジョーティパーラが、実は釈迦の前世であること

などが、釈迦によって述べられる。
比丘たちは歓喜する。

## 日本語訳
- 『南伝大蔵経・経蔵・中部経典3』（第11巻上） 大蔵出版
- 『パーリ仏典 中部（マッジマニカーヤ）中分五十経篇II』 片山一良訳 大蔵出版
- 『原始仏典 中部経典3』（第6巻） 中村元監修 春秋社